# Оводов, Аркадий Александрович
Аркадий Александрович Оводов (24 января (5 февраля) 1856, Епифань — 8 (21) сентября 1912, Епифань) — русский шашист. Жил в Епифани.
Выиграл Всероссийский шашечный турнир по переписке (1897). Дважды призёр Всероссийского шашечного турнира — 3 место на первом чемпионате Российской империи по шашкам в Москве 1 июля 1894 года и делёж 2-3 места на третьем Всероссийском шашечном турнире с Александром Шошиным в Москве со 2 по 11 июля 1898 году. Занял 4 место на втором Всероссийском шашечном турнире в Москве с 10 по 18 июля 1895 году.
Происходил из купеческой семьи, работал в органах местного самоуправления, был гласным Епифанской городской думы и членом городской управы.
С 1992 года проводятся турниры памяти А. А. Оводова.